# 선두구동
선두구동(仙杜邱洞)은 부산광역시 금정구의 행정동이다. 법정동 선동과 두구동을 관할한다.
부산광역시 최북단에 위치한 10개 자연마을로 형성된 근교 농촌동으로 면적은 금정구의 18.4%인 12km2로 1998년 11월 1일 과소동으로 선동과 두구동이 통폐합되어 선두구동으로 동 명칭이 변경되었다. 전 지역이 개발제한구역과 상수원보호구역으로 개발이 제한되었으나 2007년 10월 4일 취락지 위주로 개발제한구역 해제 및 환경정비구역으로 완화되었다.

## 법정동
- 선동(仙洞)
- 두구동(杜邱洞)

## 주요 시설
- 영락공원
- 스포원파크 금정체육공원
  - 재난안전체험관
  - 금정실내체육관
  - 부산시설공단 레포츠본부

## 교육
- 공덕초등학교 (두구동)

## 교통
- 금정 나들목
- 영락 나들목
- 부산 요금소